# Leptodactylus pentadactylus
Leptodactylus pentadactylus (coneguda popularment com a granota gegant) és una espècie de granota que viu a Bolívia, el Brasil, Colòmbia, Costa Rica, l'Equador, Guaiana Francesa, Guyana, Hondures, Nicaragua, Panamà, el Perú, Surinam i Veneçuela.